# QS Андромеды
QS Андромеды (лат. QS Andromedae) — двойная затменная переменная звезда типа W Большой Медведицы (EW) и новая в созвездии Андромеды на расстоянии (вычисленном из значения параллакса) приблизительно 6645 световых лет (около 2037 парсеков) от Солнца. Видимая звёздная величина звезды — от +17,09m до +16,67m. Орбитальный период — около 0,2767 суток (6,6404 часов).
Звезда вспыхивала в 1986—1987 годах. В инфракрасной части спектра были видны линии P7-P12 серии Пашена.

## Характеристики
Первый компонент — жёлтая звезда спектрального класса G. Эффективная температура — около 5412 K.
Второй компонент — предположительно, аккрецирующий белый карлик.